# Сезон ФК «Шахтар» (Донецьк) 2014—2015
Сезон «Шахтаря» (Донецьк) 2014—2015 — 24-ий сезон донецького «Шахтаря» у чемпіонатах України.

## Склад команди

### Основний склад
| Номер        | Гравець               | Країна   | Позиція  | Дата народження (вік)         |
| Воротарі     | Воротарі              | Воротарі | Воротарі | Воротарі                      |
| ------------ | --------------------- | -------- | -------- | ----------------------------- |
| 23           | Богдан Сарнавський    | Україна  | ВР       | 29 січня 1995 (вік 20 років)  |
| 30           | Андрій Пятов          | Україна  | ВР       | 28 червня 1984 (вік 30 років) |
| 32           | Антон Каніболоцький   | Україна  | ВР       | 16 травня 1988 (вік 27 років) |
| 35           | Микита Крюков         | Україна  | ВР       | 30 квітня 1991 (вік 23 роки)  |
| Захисники    |                       |          |          |                               |
| 4            | Олександр Воловик     | Україна  | ЗХ       | 28 жовтня 1985 (вік 29 років) |
| 5            | Олександр Кучер       | Україна  | ЗХ       | 22 жовтня 1982 (вік 32 роки)  |
| 13           | В'ячеслав Шевчук      | Україна  | ЗХ       | 13 травня 1979 (вік 36 років) |
| 18           | Іван Ордець           | Україна  | ЗХ       | 8 липня 1992 (вік 22 роки)    |
| 31           | Ісмаїлі               | Бразилія | ЗХ       | 11 січня 1990 (вік 25 років)  |
| 33           | Дарійо Срна (капітан) | Хорватія | ЗХ       | 1 травня 1982 (вік 33 роки)   |
| 38           | Сергій Кривцов        | Україна  | ЗХ       | 15 березня 1991 (вік 24 роки) |
| 44           | Ярослав Ракіцький     | Україна  | ЗХ       | 3 серпня 1989 (вік 25 років)  |
| 66           | Марсіо Асеведо        | Бразилія | ЗХ       | 5 лютого 1986 (вік 29 років)  |
| Півзахисники |                       |          |          |                               |
| 6            | Тарас Степаненко      | Україна  | ПЗ       | 8 серпня 1989 (вік 25 років)  |
| 7            | Веллінгтон Нем        | Бразилія | ПЗ       | 6 лютого 1992 (вік 23 роки)   |
| 8            | Фред                  | Бразилія | ПЗ       | 5 березня 1993 (вік 22 роки)  |
| 10           | Бернард               | Бразилія | ПЗ       | 8 вересня 1992 (вік 22 роки)  |
| 11           | Марлос                | Бразилія | ПЗ       | 7 червня 1988 (вік 26 років)  |
| 17           | Фернандо              | Бразилія | ПЗ       | 3 березня 1993 (вік 22 роки)  |
| 20           | Дуглас Коста          | Бразилія | ПЗ       | 14 вересня 1990 (вік 24 роки) |
| 28           | Тайсон                | Бразилія | ПЗ       | 13 січня 1988 (вік 27 років)  |
| 29           | Алекс Тейшейра        | Бразилія | ПЗ       | 6 січня 1990 (вік 25 років)   |
| 74           | Віктор Коваленко      | Україна  | ПЗ       | 8 серпня 1989 (вік 25 років)  |
| 77           | Ілсінью               | Бразилія | ПЗ       | 12 жовтня 1985 (вік 29 років) |
| Нападники    |                       |          |          |                               |
| 9            | Луїс Адріану          | Бразилія | НП       | 12 квітня 1987 (вік 28 років) |
| 21           | Олександр Гладкий     | Україна  | НП       | 24 серпня 1987 (вік 27 років) |
| 89           | Дентіньйо             | Бразилія | НП       | 19 січня 1989 (вік 26 років)  |

### Гравці, які перебували в оренді
| Гравець             | Країна    | Позиція | Клуб                 | Початок оренди  | Повернення      | Дата народження (вік)          |
| ------------------- | --------- | ------- | -------------------- | --------------- | --------------- | ------------------------------ |
| Богдан Бутко        | Україна   | ЗХ      | Іллічівець           | 1 липня 2011    | 31 грудня 2014  | 13 січня 1991 (вік 24 роки)    |
| Богдан Бутко        | Україна   | ЗХ      | Амкар                | 23 лютого 2015  | 30 червня 2016  | 13 січня 1991 (вік 24 роки)    |
| Микола Іщенко       | Україна   | ЗХ      | Іллічівець           | 23 серпня 2011  | 31 грудня 2014  | 9 березня 1983 (вік 30 років)  |
| Давид Таргамадзе    | Грузія    | ПЗ      | Іллічівець           | 1 лютого 2012   | 31 грудня 2014  | 22 серпня 1989 (вік 24 роки)   |
| Максим Малишев      | Україна   | ПЗ      | Зоря                 | 16 січня 2013   | 30 червня 2015  | 24 грудня 1992 (вік 22 роки)   |
| В'ячеслав Чурко     | Україна   | ПЗ      | Іллічівець           | 1 липня 2013    | 30 червня 2015  | 10 травня 1993 (вік 22 роки)   |
| Андрій Тотовицький  | Україна   | ПЗ      | Іллічівець           | 1 липня 2013    | 31 грудня 2014  | 20 січня 1993 (вік 22 роки)    |
| Андрій Тотовицький  | Україна   | ПЗ      | Зоря                 | 13 січня 2015   | 30 червня 2016  | 20 січня 1993 (вік 22 роки)    |
| Владислав Кулач     | Україна   | НП      | Іллічівець           | 8 липня 2013    | 31 грудня 2014  | 7 травня 1993 (вік 22 роки)    |
| Владислав Кулач     | Україна   | НП      | Металург (Запоріжжя) | 21 січня 2015   | 30 червня 2015  | 7 травня 1993 (вік 22 роки)    |
| Микита Шевченко     | Україна   | ВР      | Зоря                 | 18 липня 2013   | 30 червня 2016  | 26 січня 1993 (вік 22 роки)    |
| Пилип Будківський   | Україна   | НП      | Зоря                 | 1 січня 2014    | 30 червня 2016  | 30 березня 1993 (вік 22 роки)  |
| Віталій Віценець    | Україна   | ПЗ      | Іллічівець           | 1 січня 2014    | 31 грудня 2014  | 3 серпня 1990 (вік 23 роки)    |
| Руслан Маліновський | Україна   | ПЗ      | Зоря                 | 7 січня 2014    | 31 грудня 2015  | 4 травня 1993 (вік 22 роки)    |
| Алан Патрік         | Бразилія  | ПЗ      | Інтернасьйонал       | 20 березня 2014 | 31 грудня 2014  | 13 травня 1991 (вік 24 роки)   |
| Алан Патрік         | Бразилія  | ПЗ      | Палмейрас            | 19 січня 2015   | 10 червня 2015  | 13 травня 1991 (вік 24 роки)   |
| Олександр Караваєв  | Україна   | ПЗ      | Зоря                 | 1 липня 2014    | 1 червня 2015   | 2 червня 1992 (вік 22 роки)    |
| Антон Шиндер        | Україна   | НП      | Чорноморець          | 1 липня 2014    | 31 грудня 2014  | 13 червня 1987 (вік 27 років)  |
| Антон Шиндер        | Україна   | НП      | Ворскла              | 1 січня 2015    | 30 червня 2016  | 13 червня 1987 (вік 27 років)  |
| Сергій Гринь        | Україна   | ПЗ      | Іллічівець           | 16 липня 2014   | 30 червня 2015  | 6 червня 1994 (вік 20 років)   |
| Максим Жичиков      | Україна   | ПЗ      | Суми                 | 24 липня 2014   | 31 грудня 2014  | 7 листопада 1992 (вік 22 роки) |
| Максим Жичиков      | Україна   | ПЗ      | Іллічівець           | 16 січня 2015   | 30 червня 2016  | 7 листопада 1992 (вік 22 роки) |
| Тарас Качараба      | Україна   | ЗХ      | Говерла              | 25 липня 2014   | 30 червня 2015  | 7 січня 1995 (вік 20 років)    |
| Ілля Глушицький     | Україна   | ПЗ      | Говерла              | 25 липня 2014   | 30 червня 2015  | 2 серпня 1993 (вік 21 рік)     |
| Денис Кожанов       | Україна   | ПЗ      | Карпати              | 25 липня 2014   | 30 червня 2016  | 13 червня 1987 (вік 27 років)  |
| Дмитро Гречишкін    | Україна   | ПЗ      | Чорноморець          | 26 липня 2014   | 30 червня 2015  | 22 вересня 1991 (вік 23 роки)  |
| Факундо Феррейра    | Аргентина | НП      | Ньюкасл Юнайтед      | 4 серпня 2014   | 30 червня 2015  | 14 березня 1991 (вік 24 роки)  |
| Василь Кобін        | Україна   | ЗХ      | Металіст             | 12 серпня 2014  | 31 березня 2015 | 24 травня 1985 (вік 30 років)  |
| Василь Кобін        | Україна   | ЗХ      | Шахтар               | 1 квітня 2015   | 30 червня 2015  | 24 травня 1985 (вік 30 років)  |
| Едуард Соболь       | Україна   | ЗХ      | Металург (Донецьк)   | 28 серпня 2014  | 30 червня 2015  | 20 квітня 1995 (вік 20 років)  |
| Олексій Полянський  | Україна   | ПЗ      | Говерла              | 31 серпня 2014  | 30 червня 2015  | 12 квітня 1986 (вік 29 років)  |
| Сергій Болбат       | Україна   | ПЗ      | Металіст             | 31 серпня 2014  | 30 червня 2015  | 13 червня 1993 (вік 21 рік)    |
| Роман Ємельянов     | Росія     | ПЗ      | Урал                 | 1 вересня 2014  | 31 грудня 2014  | 8 травня 1992 (вік 23 роки)    |
| Сергій Вакуленко    | Україна   | ЗХ      | Іллічівець           | 16 січня 2015   | 30 червня 2016  | 7 вересня 1993 (вік 21 рік)    |
| Валерій Гришин      | Україна   | НП      | Говерла              | 21 січня 2015   | 30 червня 2015  | 12 червня 1994 (вік 20 років)  |
| Максим Ілюк         | Україна   | НП      | Іллічівець           | 18 лютого 2015  | 30 червня 2016  | 10 лютого 1990 (вік 25 років)  |
| Рустам Худжамов     | Україна   | ВР      | Зоря                 | 3 березня 2015  | 30 червня 2015  | 5 жовтня 1982 (вік 32 роки)    |

## Трансфери
| Позиція | Номер | Гравець            | Клуб               | Ціна              | Посилання |
| Літо    | Літо  | Літо               | Літо               | Літо              | Літо      |
| ------- | ----- | ------------------ | ------------------ | ----------------- | --------- |
| ПЗ      | 11    | Марлос             | Металіст           | 8 000 000 €       |           |
| ВР      | 12    | Рустам Худжамов    | Іллічівець         | Безкоштовно       |           |
| НП      | 21    | Олександр Гладкий  | Дніпро             | Безкоштовно       |           |
| ЗХ      | 66    | Марсіо Асеведо     | Металіст           | 4 000 000 €       |           |
| ЗХ      | 18    | Іван Ордець        | Іллічівець         | Закінчення оренди |           |
| ПЗ      |       | Сергій Болбат      | Металург (Донецьк) | Закінчення оренди |           |
| ПЗ      |       | Денис Кожанов      | Севастополь        | Закінчення оренди |           |
| ПЗ      |       | Олександр Караваєв | Севастополь        | Закінчення оренди |           |
| ПЗ      |       | Дмитро Гречишкін   | Іллічівець         | Закінчення оренди |           |
| ПЗ      |       | Олексій Полянський | Іллічівець         | Закінчення оренди |           |
| ПЗ      |       | Торніке Окріашвілі | Іллічівець         | Закінчення оренди |           |
| ПЗ      |       | Ярослав Олійник    | Зоря               | Закінчення оренди |           |
| ПЗ      |       | Роман Ємельянов    | Ростов             | Закінчення оренди |           |
| Зима    |       |                    |                    |                   |           |
| ЗХ      | 14    | Василь Кобін       | Металіст           | Закінчення оренди |           |
| ЗХ      |       | Богдан Бутко       | Іллічівець         | Закінчення оренди |           |
| ЗХ      |       | Микола Іщенко      | Іллічівець         | Закінчення оренди |           |
| ПЗ      |       | Віталій Віценець   | Іллічівець         | Закінчення оренди |           |
| ПЗ      |       | Давид Таргамадзе   | Іллічівець         | Закінчення оренди |           |
| ПЗ      |       | Андрій Тотовицький | Іллічівець         | Закінчення оренди |           |
| ПЗ      |       | Максим Жичиков     | Суми               | Закінчення оренди |           |
| ПЗ      |       | Роман Ємельянов    | Урал               | Закінчення оренди |           |
| НП      |       | Владислав Кулач    | Іллічівець         | Закінчення оренди |           |
| НП      |       | Антон Шиндер       | Чорноморець        | Закінчення оренди |           |
| ПЗ      |       | Алан Патрік        | Інтернасьйонал     | Закінчення оренди |           |

| Позиція | Номер | Гравець            | Клуб                 | Ціна        | Посилання |
| Літо    | Літо  | Літо               | Літо                 | Літо        | Літо      |
| ------- | ----- | ------------------ | -------------------- | ----------- | --------- |
| ЗХ      | 3     | Томаш Гюбшман      | Яблонець             | Безкоштовно |           |
| НП      | 11    | Едуардо            | Фламенгу             | Безкоштовно |           |
| ЗХ      | 14    | Василь Кобін       | Металіст             | Оренда      |           |
| ПЗ      | 77    | Владлен Юрченко    | Баєр 04              | 255 000 €   |           |
| ЗХ      | 99    | Едуард Соболь      | Металург (Донецьк)   | Оренда      |           |
| ЗХ      |       | Тарас Качараба     | Говерла              | Оренда      |           |
| ПЗ      |       | Ілля Глушицький    | Говерла              | Оренда      |           |
| ПЗ      |       | Олексій Полянський | Говерла              | Оренда      |           |
| ПЗ      |       | Торніке Окріашвілі | Генк                 | 1 800 000 € |           |
| ПЗ      |       | Ярослав Олійник    | Олімпік              | Безкоштовно |           |
| ПЗ      |       | Сергій Болбат      | Металіст             | Оренда      |           |
| ПЗ      |       | Денис Кожанов      | Карпати              | Оренда      |           |
| ПЗ      |       | Дмитро Гречишкін   | Чорноморець          | Оренда      |           |
| ПЗ      |       | Максим Жичиков     | Суми                 | Оренда      |           |
| ПЗ      |       | Сергій Гринь       | Іллічівець           | Оренда      |           |
| ПЗ      |       | Роман Ємельянов    | Урал                 | Оренда      |           |
| НП      |       | Антон Шиндер       | Чорноморець          | Оренда      |           |
| НП      |       | Факундо Феррейра   | Ньюкасл Юнайтед      | Оренда      |           |
| Зима    |       |                    |                      |             |           |
| ВР      | 12    | Рустам Худжамов    | Зоря                 | Оренда      |           |
| ЗХ      | 14    | Василь Кобін       | Шахтар               | Оренда      |           |
| ЗХ      | 27    | Дмитро Чигринський | Дніпро               | Безкоштовно |           |
| ВР      | 35    | Микита Крюков      | Іллічівець           | Безкоштовно |           |
| ЗХ      |       | Богдан Бутко       | Амкар                | Оренда      |           |
| ЗХ      |       | Микола Іщенко      | Металіст             | Безкоштовно |           |
| ЗХ      |       | Сергій Вакуленко   | Іллічівець           | Оренда      |           |
| ПЗ      |       | Олександр Зінченко | Уфа                  | Безкоштовно |           |
| ПЗ      |       | Андрій Тотовицький | Зоря                 | Оренда      |           |
| ПЗ      |       | Максим Жичиков     | Іллічівець           | Оренда      |           |
| ПЗ      |       | Роман Ємельянов    | Урал                 | 600 000 €   |           |
| НП      |       | Валерій Гришин     | Говерла              | Оренда      |           |
| НП      |       | Максим Ілюк        | Іллічівець           | Оренда      |           |
| НП      |       | Владислав Кулач    | Металург (Запоріжжя) | Оренда      |           |
| НП      |       | Антон Шиндер       | Ворскла              | Оренда      |           |
| ПЗ      |       | Алан Патрік        | Палмейрас            | Оренда      |           |

## Передсезонні та товариські матчі
| товариський матч 17.01.2015 | «Баїя»                         | 3 — 2 | «Шахтар»                 | Салвадор, Бразилія                                                         |  |
| 01:00 EET                   | Ромуло 13' Зе Роберто 55', 63' |       | Тейшейра 27' Адріану 37' | Стадіон: «Арена Фонте-Нова» Глядачі: 17,213 Суддя: Джайлсон Мачедо Фрейтас |  |

| товариський матч 18.01.2015 | «Фламенгу» | 0 — 0 | «Шахтар» | Бразиліа, Бразилія                                                    |  |
| 21:00 EET                   |            |       |          | Стадіон: «Національний стадіон» Глядачі: 26,911 Суддя: Родріго Рапосо |  |

| товариський матч 22.01.2015 | «Атлетіку Мінейру»                       | 4 — 2 | «Шахтар»                 | Белу-Оризонті, Бразилія                                          |  |
| 00:30 EET                   | Пратто 13' Карлос 55' Сілва 87' Додо 87' |       | Гладкий 82' Фернандо 87' | Стадіон: «Індепенденсія» Глядачі: 26,543 Суддя: Жуніо Беневенуто |  |

| товариський матч 24.01.2015 | «Інтернасьйонал» | 1 — 2 | «Шахтар»              | Порту-Алегрі, Бразилія                                     |  |
| 00:00 EET                   | Арангіс 52'      |       | Адріану 4' Тайсон 26' | Стадіон: «Бейра-Ріу» Глядачі: 34,589 Суддя: Леандро Вуаден |  |

| товариський матч 25.01.2015 | «Крузейро»  | 1 — 1 | «Шахтар»     | Бразиліа, Бразилія                                                             |  |
| 21:00 EET                   | Жудіван 66' |       | Тейшейра 14' | Стадіон: «Національний стадіон» Глядачі: 34,589 Суддя: Рікардо да Ліма Леньяні |  |

| товариський матч 02.02.2015 | «Динамо»   | 1 — 1 | «Шахтар»    | Ла-Манга, Іспанія                                |  |
| 18:00 EET                   | Енрікес 9' |       | Адріану 24' | Стадіон: «Пінатар-Арена» Суддя: Кен Генрі Йонсен |  |

| товариський матч 04.02.2015 | «Альмерія»                | 1 — 3 | «Шахтар»                | Ла-Манга, Іспанія        |  |
| 17:30 EET                   | Велес 13' (аг) Партей 30' |       | Тейшейра 41' Тайсон 70' | Стадіон: «Пінатар-Арена» |  |

| товариський матч 05.02.2015 | «Реал Мурсія»    | 1 — 2 | «Шахтар»                 | Ла-Манга, Іспанія        |  |
| 12:00 EET                   | Оліва 75' (пен.) |       | Марлос 32' Дентіньйо 45' | Стадіон: «Пінатар-Арена» |  |

| товариський матч 07.02.2015 | «Ольборг»   | 1 — 2 | «Шахтар»               | Ла-Манга, Іспанія        |  |
| 20:00 EET                   | Геленіс 34' |       | Тайсон 47' Адріану 54' | Стадіон: «Пінатар-Арена» |  |

| товариський матч 19.02.2015 | «Шахтар»    | 1 — 0 | «Атирау» | Аксу, Туреччина   |  |
| 17:30 EET                   | Ісмаїлі 26' |       |          | Стадіон: «Мардан» |  |

| товариський матч 20.02.2015 | «Шахтар»                       | 3 — 1 | «ГКС»     | Аксу, Туреччина   |  |
| 17:15 EET                   | Адріану 63' Коста 66' Срна 78' |       | Варна 59' | Стадіон: «Мардан» |  |

| товариський матч 22.02.2015 | «Шахтар»              | 2 — 0 | «Динамо» (Мінськ) | Аксу, Туреччина   |  |
| 17:15 EET                   | Адріану 72' Коста 74' |       |                   | Стадіон: «Мардан» |  |

| товариський матч 24.02.2015 | «Шахтар»              | 2 — 1 | Азербайджан   | Аксу, Туреччина   |  |
| 17:15 EET                   | Коста 37' Ісмаїлі 67' |       | Алексанов 43' | Стадіон: «Мардан» |  |

| товариський матч 27.03.2015 | «Шахтар»                     | 1 — 1 | «АЕЛ» | Лімасол, Кіпр     |  |
| 19:00 EET                   | Кривцов 17' (аг) Гладкий 23' |       |       | Стадіон: «Циріон» |  |

| товариський матч 29.03.2015 | «Шахтар»                             | 4 — 3 | «Аріс»                           | Лімасол, Кіпр     |  |
| 15:00 EET                   | Нем 37', 65', 86' Ілсінью 90' (пен.) |       | Пулпо 51' (пен.) Купроу 62', 69' | Стадіон: «Циріон» |  |

## Сезон

### Суперкубок
| Фінал 22.07.2014 | «Шахтар»                                                                  | 2 — 0    | «Динамо»                                                  | Львів                                                           |  |
| 21:00 EET        | Ілсінью 23' Олександр Гладкий 75' Адріану 82' Степаненко 86' Марлос 90+3' | Протокол | Беланда 23' Сілва 30' Ярмоленко 51' Безус 61' Мбокані 80' | Стадіон: «Арена Львів» Глядачі: 34,347 Суддя: Юрій Можаровський |  |

### Чемпіонат України

#### Статистика матчів
| Загалом | Загалом | Загалом | Загалом | Загалом | Загалом | Загалом | Загалом | Вдома | Вдома | Вдома | Вдома | Вдома | Вдома | На виїзді | На виїзді | На виїзді | На виїзді | На виїзді | На виїзді |
| І       | В       | Н       | П       | ГЗ      | ГП      | РГ      | О       | В     | Н     | П     | ГЗ    | ГП    | РГ    | В         | Н         | П         | ГЗ        | ГП        | РГ        |
| ------- | ------- | ------- | ------- | ------- | ------- | ------- | ------- | ----- | ----- | ----- | ----- | ----- | ----- | --------- | --------- | --------- | --------- | --------- | --------- |
| 26      | 17      | 5       | 4       | 71      | 21      | +50     | 56      | 9     | 3     | 1     | 34    | 6     | +28   | 8         | 2         | 3         | 37        | 15        | +22       |

#### Турнірна таблиця
| М  | Команда       | І  | В  | Н  | П  | РМ    | О     |
| -- | ------------- | -- | -- | -- | -- | ----- | ----- |
|    | «Динамо»      | 26 | 20 | 6  | 0  | 65−12 | 66    |
|    | «Шахтар»      | 26 | 17 | 5  | 4  | 71−21 | 56    |
|    | «Дніпро»      | 26 | 16 | 6  | 4  | 47−17 | 54    |
| 4  | «Зоря»        | 26 | 13 | 6  | 7  | 40−31 | 45[а] |
| 5  | «Ворскла»     | 26 | 11 | 9  | 6  | 35−22 | 42    |
| 6  | «Металіст»    | 25 | 8  | 11 | 6  | 34−32 | 35    |
| 7  | «Металург» З  | 26 | 6  | 8  | 12 | 20−40 | 26    |
| 8  | «Олімпік»     | 26 | 7  | 5  | 14 | 24−64 | 26    |
| 9  | «Волинь»      | 26 | 9  | 7  | 10 | 38−44 | 25[б] |
| 10 | «Металург» Д  | 26 | 6  | 10 | 10 | 27−38 | 22[в] |
| 11 | «Чорноморець» | 25 | 3  | 11 | 11 | 15−31 | 20    |
| 12 | «Говерла»     | 26 | 3  | 10 | 13 | 22−47 | 19    |
| 13 | «Карпати»     | 26 | 5  | 9  | 12 | 22−31 | 15[г] |
| 14 | «Іллічівець»  | 26 | 3  | 5  | 18 | 25−55 | 14    |

а «Зоря» була позбавлена трьох очок за невиконання рішення КДК ФФУ від 18.02.2015 року, згодом КДК ФФУ повернув «Зорі» три очки.
б «Волинь» позбавлена 9 турнірних очок за невиконання рішень КДК ФФУ від 23.12.2014 року та АК ФФУ від 24.02.2015 року.
в «Металург» Д позбавлений 6 турнірних очок за невиконання рішення ДК ФІФА від 09.09.2014 року.
г «Карпати» позбавлені 3 турнірних очок згідно з рішенням КДК ФФУ від 10.09.2014 року та 6 турнірних очок згідно з рішенням КДК ФФУ від 17.10.2014 року.
Позначення:

#### Місце у чемпіонаті за туром
| 2 |

| 1 |

| 2 |

| 1 |

| 1 |

| 1 |

| 2 |

| 3 |

| 3 |

| 3 |

| 3 |

| 3 |

| 2 |

| 2 |

| 2 |

| 2 |

| 2 |

| 2 |

| 2 |

| 2 |

| 2 |

| 3 |

| 2 |

| 2 |

| 2 |

| 2 |

| Прем'єр-ліга | Місце команди в таблиці |

| Прем'єр-ліга | Місце команди в таблиці |

#### Матчі
| 1 тур 27.07.2014 | «Шахтар»               | 2 — 0    | «Металург» З | Львів                                                        |  |
| 19:00 EET        | Адріану 1' Гладкий 44' | Протокол | Сержіньо 59' | Стадіон: «Арена Львів» Глядачі: 4,810 Суддя: Сергій Лисенчук |  |

| 2 тур 01.08.2014 | «Ворскла»                                                          | 1 — 2    | «Шахтар»                                                                                            | Полтава                                                     |  |
| 19:00 EET        | Громов 28' Бараннік 31' Маркоський 67' Даллку 90+2' Турсунов 90+2' | Протокол | Фернандо 11' Кучер 48', 90+2' Гладкий 80' Степаненко 82' Срна 90+2' Коста 90+2' Каніболоцький 90+4' | Стадіон: «Ворскла» Глядачі: 8,300 Суддя: Костянтин Труханов |  |

| 3 тур 09.08.2014 | «Шахтар»                                            | 1 — 0    | «Металіст» | Львів                                                           |  |
| 19:30 EET        | Ордець 15' Ракіцький 52' Ілсінью 64' Степаненко 67' | Протокол | Едмар 62'  | Стадіон: «Арена Львів» Глядачі: 18,556 Суддя: Юрій Можаровський |  |

| 4 тур 15.08.2014 | «Олімпік»                            | 0 — 5    | «Шахтар»                                                        | Київ                                                                       |  |
| 17:00 EET        | Огіря 39' Тищенко 45+1' Дитятьєв 48' | Протокол | Кривцов 17' Тайсон 24' Гладкий 47' 66' Нем 78' Степаненко 90+1' | Стадіон: «НТК імені Віктора Баннікова» Глядачі: 1,200 Суддя: Віктор Швецов |  |

| 5 тур 29.08.2014 | «Шахтар»                                                       | 3 — 0    | «Іллічівець»                          | Львів                                                  |  |
| 17:00 EET        | Фернандо 18' Гладкий 32' Тейшейра 55' Тайсон 75' Ракіцький 83' | Протокол | Геращенков 23' Чижов 45' Довгий 45+4' | Стадіон: «Арена Львів» Глядачі: 970 Суддя: Іван Бондар |  |

| 6 тур 13.09.2014 | «Чорноморець»       | 0 — 2    | «Шахтар»                 | Одеса                                                        |  |
| 19:00 EET        | Зубейко 65' Гай 82' | Протокол | Фернандо 27' Гладкий 90' | Стадіон: «Чорноморець» Глядачі: 25,182 Суддя: Сергій Березка |  |

| 7 тур 21.09.2014 | «Шахтар»            | 0 — 1    | «Зоря»                                       | Львів                                                      |  |
| 17:00 EET        | Ордець 36' Срна 89' | Протокол | Малишев 34' 42' Будківський 67' Сегбефія 90' | Стадіон: «Арена Львів» Глядачі: 1,100 Суддя: Юрій Мосейчук |  |

| 8 тур 05.10.2014 | «Динамо»                                                       | 1 — 0    | «Шахтар»                                                                    | Київ                                                             |  |
| 19:30 EET        | Кравець 34' Віда 71' Сидорчук 82' Драгович 90' Ярмоленко 90+2' | Протокол | Ілсінью 6' Адріану 16' Шевчук 41', 62' Тейшейра 58' Срна 64' Степаненко 85' | Стадіон: «Олімпійський» Глядачі: 57,502 Суддя: Юрій Можаровський |  |

| 9 тур 17.10.2014 | «Шахтар»                                                                  | 6 — 2    | «Волинь»                                               | Львів                                                           |  |
| 19:00 EET        | Дентіньйо 4' Адріану 36', 90+1' Срна 47' Тейшейра 85' Кучер 87' Коста 88' | Протокол | Бікфалві 22' 69' Сімінін 34' Селін 42' 57' Шабанов 76' | Стадіон: «Арена Львів» Глядачі: 7,647 Суддя: Сергій Данковський |  |

| 11 тур 31.10.2014 | «Металург» Д                                      | 2 — 1    | «Шахтар»               | Київ                                                     |  |
| 18:30 EET         | Барановський 49' Прийма 61' Морозюк 73' Лазич 75' | Протокол | Ракіцький 58' Срна 82' | Стадіон: «Оболонь-Арена» Глядачі: 2,500 Суддя: Юрій Вакс |  |

| 12 тур 09.11.2014 | «Шахтар»            | 0 — 0    | «Дніпро»                                                     | Львів                                                         |  |
| 17:00 EET         | Ордець 42' Фред 66' | Протокол | Зозуля 45' Коноплянка 53' Мазух 55' Федецький 74' Бартулович | Стадіон: «Арена Львів» Глядачі: 22,417 Суддя: Анатолій Абдула |  |

| 13 тур 21.11.2014 | «Карпати»                               | 0 — 2    | «Шахтар»                                           | Львів                                                  |  |
| 19:00 EET         | Сергійчук 45+1' Кожанов 55' Балажиц 58' | Протокол | Тейшейра 10' Адріану 22' Бернард 45+2' Ілсінью 78' | Стадіон: «Україна» Глядачі: 8,900 Суддя: Віктор Швецов |  |

| 14 тур 30.11.2014 | «Металург» З               | 0 — 4    | «Шахтар»                                            | Запоріжжя                                                      |  |
| 17:00 EET         | Коротецький 32' Рудика 80' | Протокол | Марлос 56' Тейшейра 60', 61' Степаненко 82' Нем 90' | Стадіон: «Славутич-Арена» Глядачі: 2,000 Суддя: Сергій Березка |  |

| 10 тур 05.12.2014 | «Шахтар»                    | 4 — 1    | «Говерла»                                         | Львів                                                          |  |
| 19:00 EET         | Гладкий 20', 80' Фред 90+4' | Протокол | Хомин 32' (аг) Родич 44' Мякушко 49' Райчевич 77' | Стадіон: «Арена Львів» Глядачі: 3,417 Суддя: Юрій Можаровський |  |

| 15 тур 28.02.2015 | «Шахтар»                                             | 3 — 0    | «Ворскла»                       | Львів                                                          |  |
| 17:00 EET         | Тейшейра 14' 68' Шевчук 25' Коста 49' 72' Ордець 60' | Протокол | Буднік 2' Сімінін 81' Сапай 85' | Стадіон: «Арена Львів» Глядачі: 8,214 Суддя: Євген Арановський |  |

| 16 тур 07.03.2015 | «Металіст»                                                                   | 2 — 2    | «Шахтар»                                             | Харків                                                      |  |
| 17:00 EET         | Довгий 18' 86' Бобко 37' Рижук 45+3' Погорілий 68' Іщенко 82' Прийомов 90+2' | Протокол | Срна 45+3' (пен.) Ілсінью 65' Адріану 73' Марлос 89' | Стадіон: «Металіст» Глядачі: 2,650 Суддя: Анатолій Жабченко |  |

| 17 тур 15.03.2015 | «Шахтар»                                                                    | 6 — 0    | «Олімпік»                        | Львів                                                      |  |
| 17:00 EET         | Срна 8' 65' Тейшейра 13' 87' Тайсон 35' 57' Марлос 38', 39' 45' Гладкий 43' | Протокол | Дитятьєв 5' Лебедь 7' Лисенко 7' | Стадіон: «Арена Львів» Глядачі: 4,400 Суддя: Віктор Швецов |  |

| 18 тур 05.04.2015 | «Іллічівець»                                                 | 2 — 6    | «Шахтар»                                              | Київ                                                          |  |
| 17:00 EET         | Матяж 25' Зубков 27' (аг) Приходько 29' Шевчук 41' Гринь 56' | Протокол | Гладкий 9' Марлос 43' Тейшейра 45+2', 62' 90' Нем 86' | Стадіон: «Оболонь-Арена» Глядачі: 2,700 Суддя: Сергій Скрипак |  |

| 19 тур 11.04.2014 | «Шахтар»                                                                                        | 5 — 0    | «Чорноморець»                                  | Львів                                                    |  |
| 17:00 EET         | Срна 14' Ракіцький 41' Коста 45+2' 61' Ілсінью 49' Адріану 71', 80' Степаненко 76' Тайсон 90+4' | Протокол | Крнета 27' Олійник 30' Данченко 36' Кабаєв 56' | Стадіон: «Арена Львів» Глядачі: 2,471 Суддя: Іван Бондар |  |

| 20 тур 18.04.2015 | «Зоря»              | 1 — 4    | «Шахтар»                                         | Запоріжжя                                                 |  |
| 19:30 EET         | Любенович 2' (пен.) | Протокол | Кривцов 45' Тейшейра 68', 86' Адріану 71' (пен.) | Стадіон: «Славутич-Арена» Глядачі: 2,500 Суддя: Юрій Вакс |  |

| 21 тур 26.04.2015 | «Шахтар»                             | 0 — 0    | «Динамо»                | Львів                                                           |  |
| 19:00 EET         | Ракіцький 42' Адріану 70' Тайсон 79' | Протокол | Хачеріді 54' Віда 90+4' | Стадіон: «Арена Львів» Глядачі: 32,509 Суддя: Анатолій Жабченко |  |

| 22 тур 04.05.2015 | «Волинь»                                                              | 0 — 0    | «Шахтар»                                            | Луцьк                                                         |  |
| 19:00 EET         | Кобахіжзе 56' Шарпар 61' Шуст 77' Матей 84' Бабатунде 89' Гуменюк 89' | Протокол | Степаненко 17' Кривцов 52' Фред 89' Дентіньйо 90+2' | Стадіон: «Авангард» Глядачі: 10,500 Суддя: Костянтин Труханов |  |

| 23 тур 09.05.2015 | «Говерла»                                            | 3 — 7    | «Шахтар»                                                                                       | Ужгород                                                 |  |
| 14:00 EET         | Хльобас 41', 47' Мякушко 53' Качараба 60' Тудосе 67' | Протокол | Гладкий 1', 18' Коста 13' Ракіцький 63' 82' Адріану 69' 75' Степаненко 78' Тейшейра 90' (пен.) | Стадіон: «Авангард» Глядачі: 5,500 Суддя: Юрій Мосейчук |  |

| 24 тур 15.05.2015 | «Шахтар»                    | 2 — 0    | «Металург» Д                            | Львів                                                      |  |
| 17:00 EET         | Тейшейра 9', 45+2' Фред 53' | Протокол | Морозюк 15' Чечер 54', 54' Макрідіс 75' | Стадіон: «Арена Львів» Глядачі: 5,117 Суддя: Ярослав Козик |  |

| 25 тур 23.05.2013 | «Дніпро»                                        | 3 — 2    | «Шахтар»                                                                                | Дніпропетровськ                                          |  |
| 18:00 EET         | Матесу 23' Шахов 41' Безус 64' 69' Лучкевич 81' | Протокол | Тейшейра 8', 27' 38' Ілсінью 36' Степаненко 45+3' Фред 48' Ракіцький 70', 90+4' Нем 80' | Стадіон: «Дніпро-Арена» Глядачі: 17,444 Суддя: Юрій Вакс |  |

| 26 тур 29.05.2015 | «Шахтар»                                          | 2 — 2    | «Карпати»                                                     | Львів                                                      |  |
| 19:30 EET         | Кривцов 33' 75' Тейшейра 37' Кучер 77' Марлос 81' | Протокол | Карноза 46' Худоб'як 62' Голодюк 77' Костевич 79' Гуцуляк 87' | Стадіон: «Арена Львів» Глядачі: 3,200 Суддя: Юрій Мосейчук |  |

### Кубок України
| 1/16 23.08.2014 | «Оболонь»                               | 0 — 1    | «Шахтар»             | Київ                                                                  |  |
| 16:00 EET       | Кучинський 66' Продан 83' Фаворов 90+2' | Протокол | Адріану 90+2' (пен.) | Стадіон: «Оболонь-Арена» Глядачі: 4,500 Суддя: Олександр Лісаковський |  |

| 1/8 (1-й матч) 25.09.2014 | «Полтава»             | 1 — 5    | «Шахтар»                                                                                   | Полтава                                                    |  |
| 16:00 EET                 | Фомич 37' Соломка 75' | Протокол | Тейшейра 45+1', 75' Нем 48' Гладкий 57' Ілсінью 76' Чигринський 79' Дентіньйо 90+5' (пен.) | Стадіон: «Локомотив» Глядачі: 2,500 Суддя: Олександр Дердо |  |

| 1/8 (2-й матч) 27.10.2014 | «Шахтар»                                         | 4 — 1 (9 — 2 заг.) | «Полтава»                              | Львів                                                         |  |
| 15:00 EET                 | Нем 9' Гладкий 20' Бернард 22', 38' Тейшейра 90' | Протокол           | Бутенін 50' Коркішко 51' Нісібулін 59' | Стадіон: «Арена Львів» Глядачі: 800 Суддя: Олександр Головков |  |

| Чвертьфінал (1-й матч) 04.03.2015 | «Металіст» | 0 — 2    | «Шахтар»                           | Львів                                                       |  |
| 19:00 EET                         | Бобко 90'  | Протокол | Кучер 4' Гладкий 54' Коваленко 88' | Стадіон: «Арена Львів» Глядачі: 1,712 Суддя: Сергій Берізка |  |

| Чвертьфінал (2-й матч) 08.04.2015 | «Шахтар»    | 1 — 0 (3 — 0 заг.) | «Металіст» | Львів                                                        |  |
| 19:00 EET                         | Адріану 49' | Протокол           | Осман 53'  | Стадіон: «Арена Львів» Глядачі: 2,253 Суддя: Сергій Лисенчук |  |

| Півфінал (1-й матч) 29.04.2015 | «Дніпро»                            | 0 — 1    | «Шахтар»                                                      | Дніпропетровськ                                                  |  |
| 19:00 EET                      | Матос 69' Ксьонз 90+2' Дуглас 90+5' | Протокол | Степаненко 26' Гладкий 45+1' Ракіцький 48' Кучер 50' Фред 65' | Стадіон: «Дніпро-Арена» Глядачі: 20,401 Суддя: Юрій Можаровський |  |

| Півфінал (2-й матч) 20.05.2015 | «Шахтар»                                                      | 1 — 1 (2 — 1 заг.) | «Дніпро»                                             | Львів                                                         |  |
| 19:30 EET                      | Тейшейра 33' Адріану 77' (пен.) Фред 79' Срна 80' Пятов 90+5' | Протокол           | Калинич 30' Канкава 33' Федецький 39' Коноплянка 79' | Стадіон: «Арена Львів» Глядачі: 15,300 Суддя: Анатолій Абдула |  |

| Фінал 04.06.2015                                                     | «Динамо»                                                                       | 0 — 0 (5 —4 пен.)                                                | «Шахтар»                         | Київ                                                             |  |
| 21:00 EET                                                            | Кравець 56' Ярмоленко 62' Драгович 68' Рибалка 81', 115' Хачеріді 82' Віда 88' | Протокол                                                         | Ілсінью 44' Срна 55' Тайсон 120' | Стадіон: «Олімпійський» Глядачі: 53,455 Суддя: Юрій Можаровський |  |
|                                                                      |                                                                                | Пенальті                                                         |                                  |                                                                  |  |
| Велозу · Драгович · Антунеш · Гусєв · Ярмоленко · Беланда · Хачеріді |                                                                                | Срна · Адріану · Коста · Тайсон · Ракіцький · Тейшейра · Гладкий |                                  |                                                                  |  |

### Ліга чемпіонів

#### Груповий етап
| Команда | І | В | Н | П | ЗМ | ПМ | РМ  | О  |
| ------- | - | - | - | - | -- | -- | --- | -- |
| Порту   | 6 | 4 | 2 | 0 | 16 | 4  | +12 | 14 |
| Шахтар  | 6 | 2 | 3 | 1 | 15 | 4  | +11 | 9  |
| Атлетік | 6 | 2 | 1 | 3 | 5  | 6  | −1  | 7  |
| БАТЕ    | 6 | 1 | 0 | 5 | 2  | 24 | −22 | 3  |

| 1 тур 17.09.2014 | «Атлетік»                            | 0 — 0    | «Шахтар»                      | Більбао, Іспанія                                                   |  |
| 21:45 EET        | Ітурраспе 38' Адуріс 58' Сусаета 88' | Протокол | Срна 29' Тайсон 35' Кучер 48' | Стадіон: «Сан-Мамес» Глядачі: 48,351 Суддя: Анастасіос Сідіропулос |  |

| 2 тур 30.09.2014 | «Шахтар»                                                                            | 2 — 2    | «Порту»                                          | Львів, Україна                                              |  |
| 21:45 EET        | Кучер 34' Степаненко 36' Срна 48' Тейшейра 52' Фернандо 69' Адріану 85' Ілсінью 90' | Протокол | Торрес 35' Майкон 48' Мартінес 89' (пен.), 90+4' | Стадіон: «Арена Львів» Глядачі: 33,217 Суддя: Джюнейт Чакир |  |

| 3 тур 21.10.2014 | «БАТЕ»                    | 0 — 7    | «Шахтар»                                                                 | Борисов, Білорусь                                          |  |
| 21:45 EET        | Чернік 27' Младенович 80' | Протокол | Тейшейра 11' Адріану 28' (пен.), 36', 40', 44', 82' (пен.) 88' Коста 35' | Стадіон: «Борисов-Арена» Глядачі: 12,113 Суддя: Іван Бебек |  |

| 4 тур 05.11.2014 | «Шахтар»                                                 | 5 — 0    | «БАТЕ»             | Львів, Україна                                                |  |
| 21:45 EET        | Срна 19' Адріану 74' 58' (пен.), 83', 90+3' Тейшейра 48' | Протокол | Хагуш 45+3', 45+3' | Стадіон: «Арена Львів» Глядачі: 29,173 Суддя: Вольфганг Штарк |  |

| 5 тур 25.11.2014 | «Шахтар»                                      | 0 — 1    | «Атлетік»                                                     | Львів, Україна                                                 |  |
| 21:45 EET        | Кучер 58' Адріану 74' Срна 85' Степаненко 89' | Протокол | Ітурраспе 50' Гурпегі 63' Вігера 66' Сан Хосе 68' Лопес 90+2' | Стадіон: «Арена Львів» Глядачі: 33,489 Суддя: Марк Клаттенбург |  |

| 6 тур 10.12.2014 | «Порту»                              | 1 — 1    | «Шахтар»                         | Порту, Португалія                                        |  |
| 21:45 EET        | Куарежма 8' Маркано 64' Абубакар 87' | Протокол | Ракіцький 19' Степаненко 43' 50' | Стадіон: «Арена Львів» Глядачі: 28,010 Суддя: Рудді Буке |  |

#### Плей-оф
| 1/8 (1-й матч) 17.02.2015 | «Шахтар»                    | 0 — 0    | «Баварія»                                                | Львів, Україна                                                          |  |
| 21:45 EET                 | Срна 38' Коста 58' Фред 77' | Протокол | Рафінья 80' Алонсо 24', 65' Боатенг 80' Швайнштайгер 84' | Стадіон: «Арена Львів» Глядачі: 34,187 Суддя: Альберто Ундіано Мальєнко |  |

| 1/8 (2-й матч) 11.03.2015 | «Баварія»                                                                                      | 7 — 0 (7 — 0 заг.) | «Шахтар»           | Мюнхен, Німеччина                                            |  |
| 21:45 EET                 | Мюллер 4' (пен.), 52' Бадштубер 26' 63' Боатенг 34' 38' Рібері 49' Левандовський 75' Гетце 87' | Протокол           | Кучер 3' Коста 38' | Стадіон: «Альянц Арена» Глядачі: 70,000 Суддя: Вільям Коллам |  |

## Статистика гравців

### Матчі та голи
| №.                          | Поз.     | Нац.     | Гравець             | Всього   | Всього   | Прем'єр-ліга | Прем'єр-ліга | Кубок України | Кубок України | Ліга чемпіонів УЄФА | Ліга чемпіонів УЄФА | Суперкубок України | Суперкубок України |          |          |
| №.                          | Поз.     | Нац.     | Гравець             | Ігор     | Голів    | Ігор         | Голів        | Ігор          | Голів         | Ігор                | Голів               | Ігор               | Голів              |          |          |
| Воротарі                    | Воротарі | Воротарі | Воротарі            | Воротарі | Воротарі | Воротарі     | Воротарі     | Воротарі      | Воротарі      | Воротарі            | Воротарі            | Воротарі           | Воротарі           | Воротарі | Воротарі |
| --------------------------- | -------- | -------- | ------------------- | -------- | -------- | ------------ | ------------ | ------------- | ------------- | ------------------- | ------------------- | ------------------ | ------------------ | -------- | -------- |
| 23                          | ВР       | Україна  | Богдан Сарнавський  | 3        | 0        | 0            | 0            | 3             | 0             | 0                   | 0                   | 0                  | 0                  |          |          |
| 30                          | ВР       | Україна  | Андрій Пятов        | 28       | 0        | 15           | 0            | 5             | 0             | 8                   | 0                   | 0                  | 0                  |          |          |
| 32                          | ВР       | Україна  | Антон Каніболоцький | 12       | 0        | 11           | 0            | 0             | 0             | 0                   | 0                   | 1                  | 0                  |          |          |
| Захисники                   |          |          |                     |          |          |              |              |               |               |                     |                     |                    |                    |          |          |
| 4                           | ЗХ       | Україна  | Олександр Воловик   | 1        | 0        | 0            | 0            | 1             | 0             | 0                   | 0                   | 0                  | 0                  |          |          |
| 5                           | ЗХ       | Україна  | Олександр Кучер     | 24       | 1        | 9+2          | 0            | 6             | 1             | 6                   | 0                   | 1                  | 0                  |          |          |
| 13                          | ЗХ       | Україна  | В'ячеслав Шевчук    | 27       | 1        | 16           | 1            | 4             | 0             | 6                   | 0                   | 1                  | 0                  |          |          |
| 18                          | ЗХ       | Україна  | Іван Ордець         | 13       | 0        | 9            | 0            | 3             | 0             | 1                   | 0                   | 0                  | 0                  |          |          |
| 31                          | ЗХ       | Бразилія | Ісмаїлі             | 10       | 0        | 8            | 0            | 1+1           | 0             | 0                   | 0                   | 0                  | 0                  |          |          |
| 33                          | ЗХ       | Хорватія | Дарійо Срна         | 36       | 5        | 23           | 4            | 5             | 0             | 7                   | 1                   | 1                  | 0                  |          |          |
| 38                          | ЗХ       | Україна  | Сергій Кривцов      | 21       | 3        | 16+1         | 3            | 0+2           | 0             | 1+1                 | 0                   | 0                  | 0                  |          |          |
| 44                          | ЗХ       | Україна  | Ярослав Ракіцький   | 32       | 2        | 17+1         | 2            | 5             | 0             | 8                   | 0                   | 1                  | 0                  |          |          |
| 66                          | ЗХ       | Бразилія | Марсіо Асеведо      | 6        | 0        | 1+1          | 0            | 2             | 0             | 2                   | 0                   | 0                  | 0                  |          |          |
| Півзахисники                |          |          |                     |          |          |              |              |               |               |                     |                     |                    |                    |          |          |
| 6                           | ПЗ       | Україна  | Тарас Степаненко    | 35       | 5        | 22           | 4            | 5             | 0             | 7                   | 1                   | 1                  | 0                  |          |          |
| 7                           | ПЗ       | Бразилія | Веллінгтон Нем      | 15       | 4        | 0+8          | 3            | 3+2           | 1             | 0+2                 | 0                   | 0                  | 0                  |          |          |
| 8                           | ПЗ       | Бразилія | Фред                | 35       | 1        | 14+8         | 1            | 2+4           | 0             | 3+4                 | 0                   | 0                  | 0                  |          |          |
| 10                          | ПЗ       | Бразилія | Бернард             | 23       | 2        | 6+8          | 0            | 3+1           | 2             | 1+4                 | 0                   | 0                  | 0                  |          |          |
| 11                          | ПЗ       | Бразилія | Марлос              | 35       | 5        | 12+9         | 4            | 6+1           | 0             | 0+6                 | 0                   | 0+1                | 1                  |          |          |
| 17                          | ПЗ       | Бразилія | Фернандо            | 25       | 1        | 11+2         | 1            | 3+1           | 0             | 6+1                 | 0                   | 1                  | 0                  |          |          |
| 20                          | ПЗ       | Бразилія | Дуглас Коста        | 33       | 5        | 14+6         | 4            | 3+2           | 0             | 8                   | 1                   | 0                  | 0                  |          |          |
| 28                          | ПЗ       | Бразилія | Тайсон              | 36       | 4        | 18+3         | 4            | 2+4           | 0             | 7+1                 | 0                   | 1                  | 0                  |          |          |
| 29                          | ПЗ       | Бразилія | Алекс Тейшейра      | 37       | 22       | 18+4         | 17           | 6+1           | 2             | 8                   | 3                   | 0                  | 0                  |          |          |
| 74                          | ЗХ       | Україна  | Віктор Коваленко    | 4        | 0        | 0+2          | 0            | 2             | 0             | 0                   | 0                   | 0                  | 0                  |          |          |
| 77                          | ПЗ       | Бразилія | Ілсінью             | 22       | 0        | 11+3         | 0            | 4             | 0             | 1+2                 | 0                   | 1                  | 0                  |          |          |
| Нападники                   |          |          |                     |          |          |              |              |               |               |                     |                     |                    |                    |          |          |
| 9                           | НП       | Бразилія | Луїс Адріану        | 33       | 21       | 19+2         | 9            | 3+1           | 3             | 7                   | 9                   | 1                  | 0                  |          |          |
| 21                          | НП       | Україна  | Олександр Гладкий   | 30       | 16       | 14+5         | 11           | 5+2           | 4             | 1+2                 | 0                   | 1                  | 1                  |          |          |
| 89                          | НП       | Бразилія | Дентіньйо           | 16       | 2        | 1+10         | 1            | 4+1           | 1             | 0                   | 0                   | 0                  | 0                  |          |          |
| Гравці, що пішли в оренду   |          |          |                     |          |          |              |              |               |               |                     |                     |                    |                    |          |          |
| 24                          | ПЗ       | Україна  | Дмитро Гречишкін    | 1        | 0        | 0            | 0            | 0             | 0             | 0                   | 0                   | 0+1                | 0                  |          |          |
| 50                          | ПЗ       | Україна  | Сергій Болбат       | 2        | 0        | 0+1          | 0            | 0             | 0             | 0                   | 0                   | 0+1                | 0                  |          |          |
| Гравці, що залишили команду |          |          |                     |          |          |              |              |               |               |                     |                     |                    |                    |          |          |
| 27                          | ЗХ       | Україна  | Дмитро Чигринський  | 3        | 1        | 1            | 0            | 2             | 1             | 0                   | 0                   | 0                  | 0                  |          |          |

Джерело: Competitions

### Бомбардири
| №       | Позиція | Номер   | Гравець            | Прем'єр-ліга | Кубок України | Ліга чемпіонів УЄФА | Суперкубок України | Загалом |
| ------- | ------- | ------- | ------------------ | ------------ | ------------- | ------------------- | ------------------ | ------- |
| 1       | ПЗ      | 29      | Алекс Тейшейра     | 17           | 2             | 3                   | 0                  | 22      |
| 2       | НП      | 9       | Луїс Адріану       | 9            | 3             | 9                   | 0                  | 21      |
| 3       | НП      | 21      | Олександр Гладкий  | 11           | 4             | 0                   | 1                  | 16      |
| 4       | ЗХ      | 33      | Дарійо Срна        | 4            | 0             | 1                   | 0                  | 5       |
| 4       | ПЗ      | 11      | Марлос             | 4            | 0             | 0                   | 1                  | 5       |
| 4       | ПЗ      | 6       | Тарас Степаненко   | 4            | 0             | 1                   | 0                  | 5       |
| 4       | ПЗ      | 20      | Дуглас Коста       | 4            | 0             | 1                   | 0                  | 5       |
| 8       | ПЗ      | 28      | Тайсон             | 4            | 0             | 0                   | 0                  | 4       |
| 8       | ПЗ      | 7       | Веллінгтон Нем     | 3            | 1             | 0                   | 0                  | 4       |
| 10      | ЗХ      | 38      | Сергій Кривцов     | 3            | 0             | 0                   | 0                  | 3       |
| 11      | ЗХ      | 44      | Ярослав Ракіцький  | 2            | 0             | 0                   | 0                  | 2       |
| 11      | НП      | 89      | Дентіньйо          | 1            | 1             | 0                   | 0                  | 2       |
| 11      | ПЗ      | 10      | Бернард            | 0            | 2             | 0                   | 0                  | 2       |
| 14      | ПЗ      | 17      | Фернандо           | 1            | 0             | 0                   | 0                  | 1       |
| 14      | ПЗ      | 8       | Фред               | 1            | 0             | 0                   | 0                  | 1       |
| 14      | ЗХ      | 13      | В'ячеслав Шевчук   | 1            | 0             | 0                   | 0                  | 1       |
| 14      | ЗХ      | 27      | Дмитро Чигринський | 0            | 1             | 0                   | 0                  | 1       |
| 14      | ЗХ      | 5       | Олександр Кучер    | 0            | 1             | 0                   | 0                  | 1       |
| Автогол | Автогол | Автогол | Автогол            | 2            | 0             | 0                   | 0                  | 2       |
| Загалом | Загалом | Загалом | Загалом            | 71           | 15            | 15                  | 2                  | 103     |

### Сухі матчі
| No.     | Номер   | Гравець             | Прем'єр-ліга | Кубок України | Ліга чемпіонів УЄФА | Суперкубок України | Загалом |
| ------- | ------- | ------------------- | ------------ | ------------- | ------------------- | ------------------ | ------- |
| 1       | 30      | Андрій П'ятов       | 8            | 3             | 4                   | 0                  | 15      |
| 2       | 32      | Антон Каніболоцький | 6            | 0             | 0                   | 1                  | 7       |
| 3       | 23      | Богдан Сарнавський  | 0            | 2             | 0                   | 0                  | 2       |
| Загалом | Загалом | Загалом             | 14           | 5             | 4                   | 1                  | 24      |

### Дисциплінарні порушення
| No.     | Позиція | Гравець             | Прем'єр-ліга | Прем'єр-ліга | Кубок України | Кубок України | Ліга чемпіонів УЄФА | Ліга чемпіонів УЄФА | Суперкубок України | Суперкубок України | Загалом | Загалом |
| No.     | Позиція | Гравець             | ЖК           | RK           | ЖК            | RK            | ЖК                  | RK                  | ЖК                 | RK                 | ЖК      | RK      |
| 5       | ЗХ      | Олександр Кучер     | 4            | 1            | 1             | 0             | 3                   | 1                   | 0                  | 0                  | 8       | 2       |
| 6       | ПЗ      | Тарас Степаненко    | 5            | 0            | 1             | 0             | 3                   | 0                   | 1                  | 0                  | 10      | 0       |
| 7       | ПЗ      | Веллінгтон Нем      | 1            | 0            | 1             | 0             | 0                   | 0                   | 0                  | 0                  | 2       | 0       |
| 8       | ПЗ      | Фред                | 4            | 0            | 2             | 0             | 1                   | 0                   | 0                  | 0                  | 7       | 0       |
| 9       | НП      | Луїс Адріану        | 3            | 0            | 0             | 0             | 3                   | 0                   | 1                  | 0                  | 7       | 0       |
| 10      | ПЗ      | Бернард             | 1            | 0            | 0             | 0             | 0                   | 0                   | 0                  | 0                  | 1       | 0       |
| 11      | ПЗ      | Марлос              | 3            | 0            | 0             | 0             | 0                   | 0                   | 0                  | 0                  | 3       | 0       |
| 13      | ЗХ      | В'ячеслав Шевчук    | 2            | 1            | 0             | 0             | 0                   | 0                   | 0                  | 0                  | 2       | 1       |
| 17      | ПЗ      | Фернандо            | 2            | 0            | 0             | 0             | 1                   | 0                   | 0                  | 0                  | 3       | 0       |
| 18      | ЗХ      | Іван Ордець         | 2            | 2            | 0             | 0             | 0                   | 0                   | 0                  | 0                  | 2       | 2       |
| 20      | ПЗ      | Дуглас Коста        | 3            | 0            | 0             | 0             | 2                   | 0                   | 0                  | 0                  | 5       | 0       |
| 21      | НП      | Олександр Гладкий   | 1            | 0            | 0             | 0             | 0                   | 0                   | 0                  | 0                  | 1       | 0       |
| 28      | ПЗ      | Тайсон              | 2            | 0            | 1             | 0             | 1                   | 0                   | 0                  | 0                  | 4       | 0       |
| 29      | ПЗ      | Алекс Тейшейра      | 5            | 0            | 2             | 0             | 0                   | 0                   | 0                  | 0                  | 7       | 0       |
| 30      | ВР      | Андрій Пятов        | 0            | 0            | 1             | 0             | 0                   | 0                   | 0                  | 0                  | 1       | 0       |
| 32      | ВР      | Антон Каніболоцький | 1            | 0            | 0             | 0             | 0                   | 0                   | 0                  | 0                  | 1       | 0       |
| 33      | ЗХ      | Дарійо Срна         | 5            | 0            | 2             | 0             | 4                   | 0                   | 0                  | 0                  | 11      | 0       |
| 38      | ЗХ      | Сергій Кривцов      | 2            | 0            | 0             | 0             | 0                   | 0                   | 0                  | 0                  | 2       | 0       |
| 44      | ЗХ      | Ярослав Ракіцький   | 7            | 2            | 1             | 0             | 1                   | 0                   | 0                  | 0                  | 9       | 2       |
| 74      | ПЗ      | Віктор Коваленко    | 0            | 0            | 1             | 0             | 0                   | 0                   | 0                  | 0                  | 1       | 0       |
| 77      | ПЗ      | Ілсінью             | 6            | 0            | 2             | 0             | 1                   | 0                   | 1                  | 0                  | 10      | 0       |
| 89      | НП      | Дентіньйо           | 1            | 0            | 0             | 0             | 0                   | 0                   | 0                  | 0                  | 1       | 0       |
| Загалом | Загалом | Загалом             | 60           | 6            | 15            | 0             | 20                  | 1                   | 3                  | 0                  | 98      | 7       |

## Відвідуваність матчів

### Чемпіонат України
| №                      | Тур                    | Дата                   | Суперник               | Глядачів |
| ---------------------- | ---------------------- | ---------------------- | ---------------------- | -------- |
| 1                      | 21                     | 26.04.2015             | «Динамо»               | 32,509   |
| 2                      | 12                     | 09.11.2014             | «Дніпро»               | 22,417   |
| 3                      | 3                      | 09.08.2014             | «Металіст»             | 18,556   |
| 4                      | 15                     | 28.02.2015             | «Ворскла»              | 8,214    |
| 5                      | 9                      | 17.10.2014             | «Волинь»               | 7,647    |
| 6                      | 24                     | 15.05.2015             | «Металург» Д           | 5,117    |
| 7                      | 1                      | 27.07.2014             | «Металург» З           | 4,810    |
| 8                      | 17                     | 15.03.2015             | «Олімпік»              | 4,400    |
| 9                      | 10                     | 05.12.2014             | «Говерла»              | 3,417    |
| 10                     | 26                     | 09.05.2015             | «Карпати»              | 3,200    |
| 11                     | 19                     | 11.04.2015             | «Чорноморець»          | 2,471    |
| 12                     | 7                      | 21.09.2014             | «Зоря»                 | 1,100    |
| 13                     | 5                      | 09.08.2014             | «Іллічівець»           | 970      |
| Глядачів загалом       | Глядачів загалом       | Глядачів загалом       | Глядачів загалом       | 114,828  |
| Середня відвідуваність | Середня відвідуваність | Середня відвідуваність | Середня відвідуваність | 8,833    |

| №                      | Тур                    | Дата                   | Суперник               | Місто                  | Стадіон                       | Глядачів |
| ---------------------- | ---------------------- | ---------------------- | ---------------------- | ---------------------- | ----------------------------- | -------- |
| 1                      | 8                      | 05.10.2014             | «Динамо»               | Київ                   | «Олімпійський»                | 57,502   |
| 2                      | 6                      | 13.09.2014             | «Чорноморець»          | Одеса                  | «Чорноморець»                 | 25,182   |
| 3                      | 25                     | 23.05.2015             | «Дніпро»               | Дніпропетровськ        | «Дніпро-Арена»                | 17,444   |
| 4                      | 22                     | 04.05.2015             | «Волинь»               | Луцьк                  | «Авангард»                    | 10,500   |
| 5                      | 13                     | 21.11.2014             | «Карпати»              | Львів                  | «Україна»                     | 8,900    |
| 6                      | 2                      | 01.08.2014             | «Ворскла»              | Полтава                | «Ворскла»                     | 8,300    |
| 7                      | 23                     | 09.05.2015             | «Говерла»              | Ужгород                | «Авангард»                    | 5,500    |
| 8                      | 18                     | 05.04.2015             | «Іллічівець»           | Київ                   | «Оболонь-Арена»               | 2,700    |
| 9                      | 16                     | 07.03.2015             | «Металіст»             | Харків                 | «Металіст»                    | 2,650    |
| 10                     | 20                     | 18.04.2015             | «Зоря»                 | Запоріжжя              | «Славутич-Арена»              | 2,500    |
| 11                     | 11                     | 31.10.2014             | «Металург» Д           | Київ                   | «Оболонь-Арена»               | 2,500    |
| 12                     | 14                     | 30.11.2014             | «Металург» З           | Запоріжжя              | «Славутич-Арена»              | 2,000    |
| 13                     | 4                      | 15.08.2014             | «Олімпік»              | Київ                   | «НТК імені Віктора Баннікова» | 1,200    |
| Глядачів загалом       | Глядачів загалом       | Глядачів загалом       | Глядачів загалом       | Глядачів загалом       | Глядачів загалом              | 146,878  |
| Середня відвідуваність | Середня відвідуваність | Середня відвідуваність | Середня відвідуваність | Середня відвідуваність | Середня відвідуваність        | 11,298   |

### Кубок та Суперкубок України
| №                      | Турнір                 | Стадія                 | Дата                   | Суперник               | Місто                  | Стадіон                | Глядачів |
| ---------------------- | ---------------------- | ---------------------- | ---------------------- | ---------------------- | ---------------------- | ---------------------- | -------- |
| 5                      | Кубок України          | Фінал                  | 04.06.2015             | «Динамо»               | Київ                   | «Олімпійський»         | 53,455   |
| 1                      | Суперкубок України     | Фінал                  | 22.07.2014             | «Динамо»               | Львів                  | «Арена Львів»          | 34,347   |
| 2                      | Кубок України          | Півфінал (1-й матч)    | 29.04.2015             | «Дніпро»               | Дніпропетровськ        | «Дніпро-Арена»         | 20,401   |
| 3                      | Кубок України          | Півфінал (2-й матч)    | 20.05.2015             | «Дніпро»               | Львів                  | «Арена Львів»          | 15,300   |
| 4                      | Кубок України          | 1/16 фіналу            | 23.08.2014             | «Оболонь»              | Київ                   | «Оболонь-Арена»        | 4,500    |
| 5                      | Кубок України          | 1/8 фіналу (1-й матч)  | 29.10.2014             | «Полтава»              | Полтава                | «Локомотив»            | 2,500    |
| 6                      | Кубок України          | Чвертьфінал (2-й матч) | 08.04.2015             | «Металіст»             | Львів                  | «Арена Львів»          | 2,253    |
| 7                      | Кубок України          | Чвертьфінал (1-й матч) | 04.03.2015             | «Металіст»             | Львів                  | «Арена Львів»          | 1,712    |
| 8                      | Кубок України          | 1/8 фіналу (2-й матч)  | 27.10.2014             | «Полтава»              | Львів                  | «Арена Львів»          | 800      |
| Глядачів загалом       | Глядачів загалом       | Глядачів загалом       | Глядачів загалом       | Глядачів загалом       | Глядачів загалом       | Глядачів загалом       | 135,268  |
| Середня відвідуваність | Середня відвідуваність | Середня відвідуваність | Середня відвідуваність | Середня відвідуваність | Середня відвідуваність | Середня відвідуваність | 16,909   |

### Матчі єврокубків
| №                      | Турнір                 | Стадія                 | Дата                   | Суперник               | Глядачів |
| ---------------------- | ---------------------- | ---------------------- | ---------------------- | ---------------------- | -------- |
| 1                      | Ліга чемпіонів         | 1/8 (1-й матч)         | 17.02.2015             | «Баварія»              | 34,187   |
| 2                      | Ліга чемпіонів         | груповий етап (5 тур)  | 25.11.2014             | «Атлетік»              | 33,489   |
| 3                      | Ліга чемпіонів         | груповий етап (2 тур)  | 30.09.2014             | «Порту»                | 33,217   |
| 4                      | Ліга чемпіонів         | груповий етап (4 тур)  | 05.11.2014             | «БАТЕ»                 | 29,173   |
| Глядачів загалом       | Глядачів загалом       | Глядачів загалом       | Глядачів загалом       | Глядачів загалом       | 130,066  |
| Середня відвідуваність | Середня відвідуваність | Середня відвідуваність | Середня відвідуваність | Середня відвідуваність | 32,517   |

| №                      | Турнір                 | Стадія                 | Дата                   | Суперник               | Місто                  | Стадіон                | Глядачів |
| ---------------------- | ---------------------- | ---------------------- | ---------------------- | ---------------------- | ---------------------- | ---------------------- | -------- |
| 1                      | Ліга чемпіонів         | 1/8 (2-й матч)         | 11.03.2015             | «Баварія»              | Мюнхен                 | «Альянц Арена»         | 70,000   |
| 2                      | Ліга чемпіонів         | груповий етап (1 тур)  | 17.09.2014             | «Атлетік»              | Більбао                | «Сан-Мамес»            | 48,351   |
| 3                      | Ліга чемпіонів         | груповий етап (6 тур)  | 10.12.2014             | «Порту»                | Порту                  | «Драгау»               | 28,010   |
| 4                      | Ліга чемпіонів         | груповий етап (3 тур)  | 21.10.2014             | «БАТЕ»                 | Борисов                | «Борисов-Арена»        | 12,113   |
| Глядачів загалом       | Глядачів загалом       | Глядачів загалом       | Глядачів загалом       | Глядачів загалом       | Глядачів загалом       | Глядачів загалом       | 158,474  |
| Середня відвідуваність | Середня відвідуваність | Середня відвідуваність | Середня відвідуваність | Середня відвідуваність | Середня відвідуваність | Середня відвідуваність | 39,619   |